# Platte tonderzwam
De platte tonderzwam (Ganoderma applanatum, synoniem: Ganoderma lipsiense) is een schimmel uit de familie Ganodermataceae. De soort leeft eerst als parasiet op een levende boom, waar hij intensieve witrot kan veroorzaken. Wanneer de boom is gestorven leeft de zwam verder als saprofyt. Het waardplantenspectrum van de soort is aanzienlijk, naast diverse loofbomen kan hij (zij het veel minder vaak) op naaldhout groeien. De belangrijkste waardplant in West-Europa is de beuk.

## Uiterlijk
Bovenzijde
De waaiervormige hoed is 10 tot 40 centimeter groot, kaneelkleurig tot roestbruin met een witte rand. De bovenzijde is over het algemeen bobbelig. Hier is de hoed vaak tijdens de sporulatie bedekt met een laag bruine sporen. De zeer fijne poriën aan de onderkant zijn wit en rond. Hier vindt men soms ook tepelgallen, cilindrische tonnetjes gemaakt door vliegen voor hun larven.
Onderzijde
De platte tonderzwam heeft ongeveer 5 tot 6 poriën per mm, ze zijn erg klein, meestal rond. Omdat het over meerdere jaren groeit, kunnen de buisjes van de poriën zich in meerdere lagen vormen. De lengte van de buizen varieert tussen ongeveer 5 en 20 mm. Het vruchtvlees heeft een taaie, houtachtige consistentie. De trama is donkerbruin met witachtige strepen. De sporen zijn roestbruin met een fijn wratachtig oppervlak dat glad lijkt onder de lichtmicroscoop. Hun vorm is ellipsvormig met een grootte van 5,5-8,5 µm. De onderzijde vertoont geen enkele reactie met KOH.
Gelijkende soorten
Bij kneuzing van de poriën kleurt hij bruin in tegenstelling tot de roodgerande houtzwam die bij kneuzing geel kleurt. Verder lijkt hij op de dikrandtonderzwam, maar deze vertoont een geelgroene verkleuring met de KOH.

## Ecologie en levenswijze
De platte tonderzwam is een (zwakte)parasiet en saprobiont die vooral voorkomt op loofbomen. Het is in staat om de dode gastheerboom te gebruiken tot de laatste fase van ontbinding en kan daarom verse vruchtlichamen of porielagen vormen op zowel geschorst als schorsloos hout dat nog stevig is, evenals op zeer sterk verrot hout. Het waardplantenspectrum van de soort is aanzienlijk, naast verschillende loofbomen kan hij (zij het veel minder vaak) op naaldhout groeien. De belangrijkste waardplant is de gewone beuk. Krieglsteiner beschrijft echter een andere voorkeur voor verschillende gastheersoorten, afhankelijk van de hoogte: met name populierensoorten vestigen zich op lagere hoogten, samen met aanzienlijk minder wilgen en eiken, beuken komen hier slechts zeer zelden voor. Met toenemende hoogte neemt het belang van de gewone beuk als substraat toe, terwijl op grote hoogte de gewone esdoorn wordt toegevoegd. 
Meerjarige vruchtlichamen zijn het hele jaar door te vinden, de sporenvorming begint in het voorjaar zodra de gemiddelde temperatuur hoger is dan 6 °C, duurt het hele warme seizoen en eindigt met de eerste nachtvorst. De sporenproductie vindt voornamelijk 's nachts plaats en heeft rond het middaguur een minimum.

## Toepassingen
In vroeger tijden werd van de platte tonderzwam poeder gemaakt voor gebruik in tondeldozen. Het is een houtige zwam, die niet eetbaar is.

## Tepelgallen

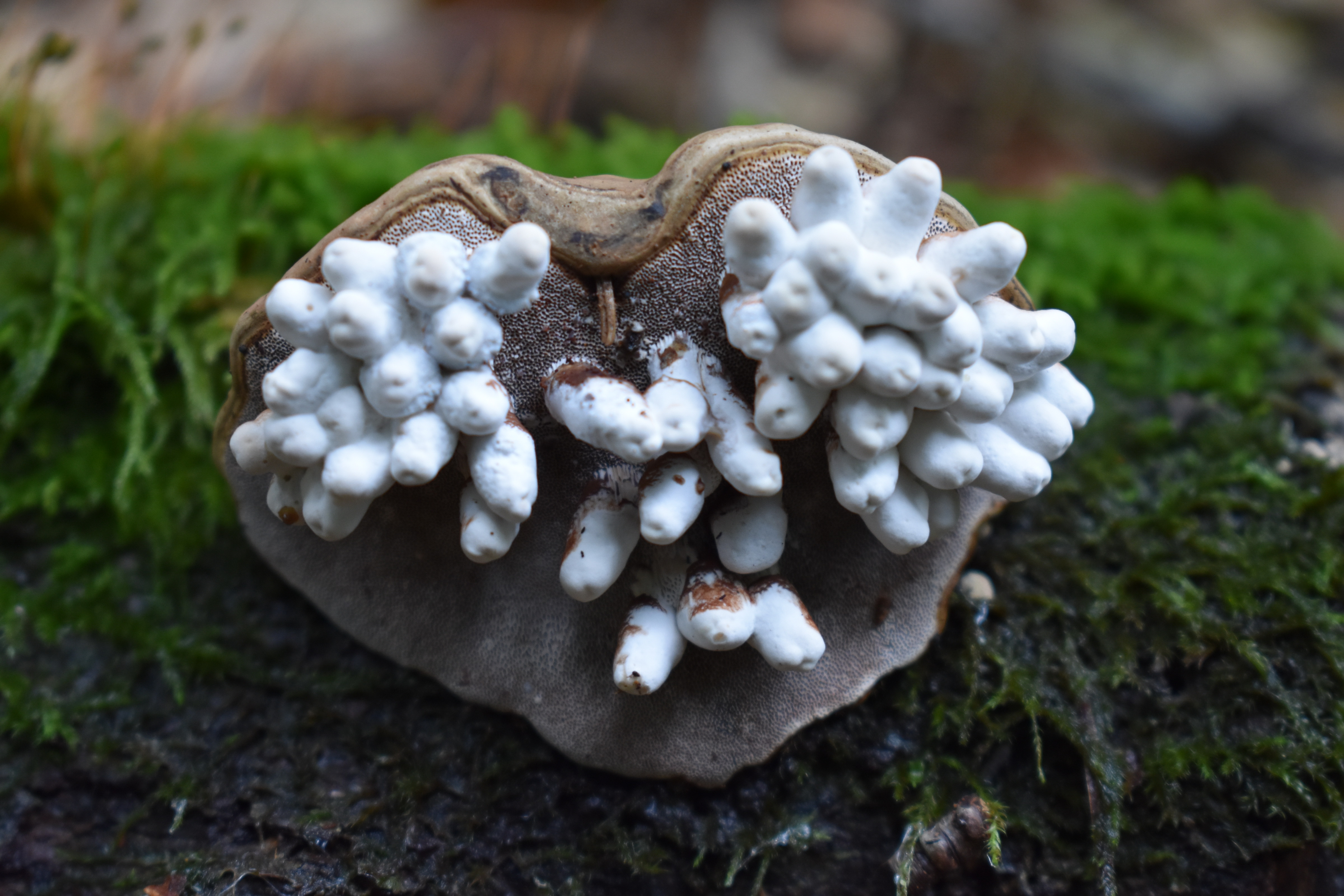
Platte tonderzwam met tepelgallen

Op de platte tonderzwam kunnen tepelgallen voorkomen. Deze gallen, gevormd door de tonderzwambreedvoetvlieg (Agathomyia wankowiczi), zijn kurkachtige structuren tot ongeveer een centimeter lang aan de onderkant van de hoed. Ze zijn tonvormig met een kleine opening aan de onderzijde. Deze breedvoetvliegen voeden zich met honingdauw en worden aangetroffen op bladeren van diverse bomen en struiken in bosachtige gebieden. De gallen komen normaal gesproken alleen voor aan de onderkant van de hoed, maar zelden ook aan de bovenkant. Elke gal herbergt een larve die bijna even groot is als de gal zelf. Deze larve gebruikt sterke mondhaken om de schimmeldraden aan de binnenwand van de gal open te maken en de inhoud op te zuigen. Uiteindelijk verpopt de larve zich buiten de gal, in de grond. 
Door de zeldzaamheid van het aantal insecten worden tepelgallen anno 2022 nog maar zeldzaam gevonden. Minder 1% van de ingestuurde waarnemingen op waarneming.nl bevatten deze gallen, terwijl dit langer geleden 1 op 15 was.

## Foto's

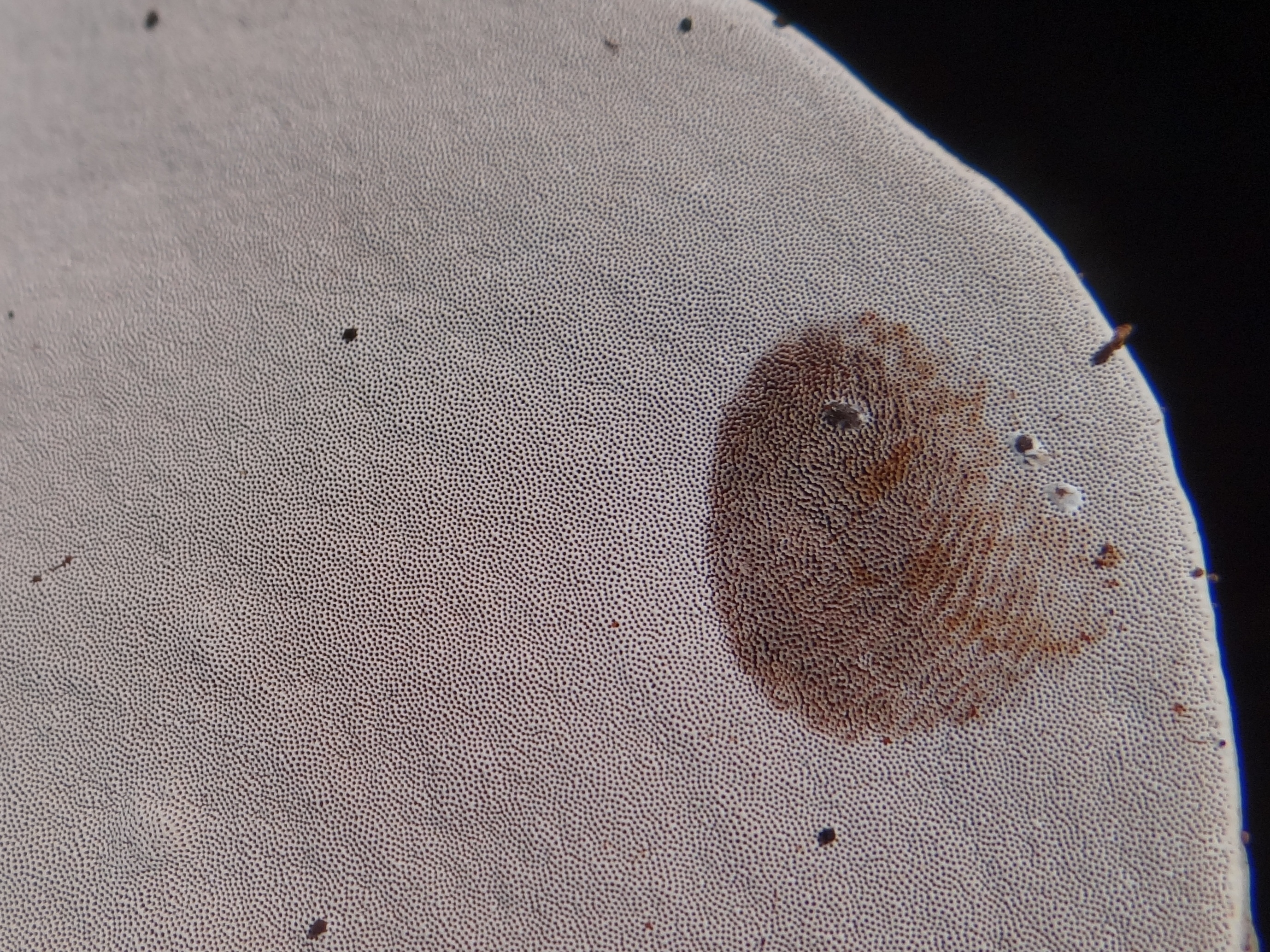
poriën
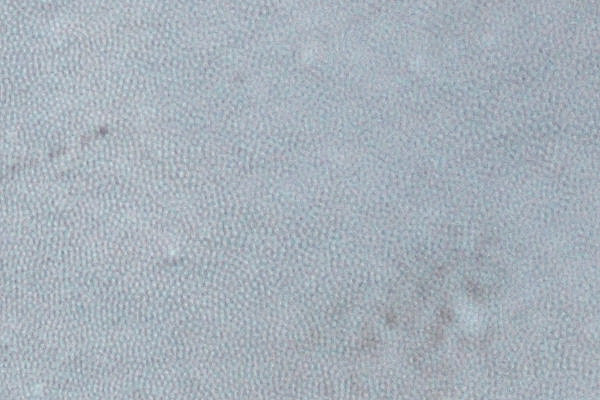
poriën
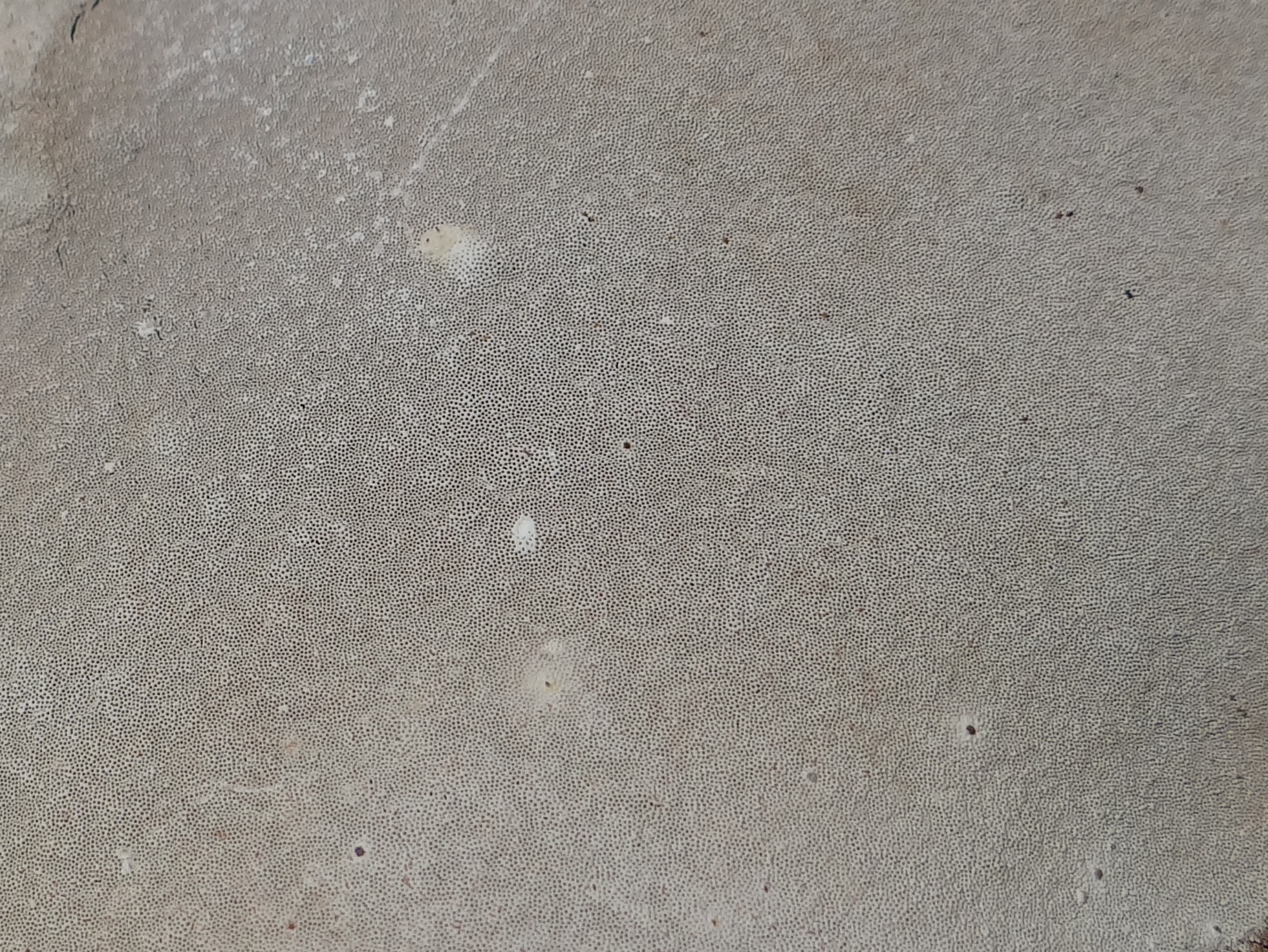
poriën
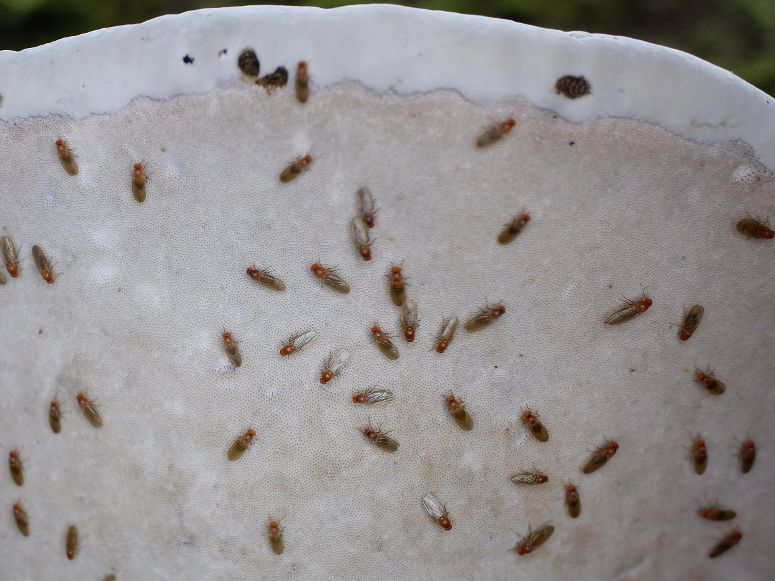
Tonderzwambreedvoetvlieg in verhouding tot poriën